# Mohamed Koné (Fußballspieler, 1984)
Mohamed Koné (* 28. Februar 1984 in Abidjan) ist ein ehemaliger ivorischer Fußballspieler. Seine aktive Laufbahn beendete er Ende 2016.

## Karriere
Seine Karriere in Thailand begann für Mohamed Koné beim FC Nakhon Sawan, der damals in der Thailand Provincial League spielte. Mit seinen 14 Treffern in der Saison 2001 half er den Titel in der Provincial League zu gewinnen. 
Nach nur einem Jahr wechselte er zum Ligakonkurrenten FC Nakhon Pathom. 
2003, im Alter von 19 Jahren, kam Koné zur FC Krung Thai Bank. Gleich in seinem ersten Jahr bei dem Verein konnte er Meister in der Premier League werden. Sowohl 2004 als auch 2005 spielte er mit der Krung Thai Bank in der AFC Champions League. 
Nach zwei Jahren bei der Krung Thai Bank wechselte Mohamed im Jahr 2006 nach Chonburi. Mit dem FC Chonburi erreichte er im selben Jahr das Finale des Singapore Cup und wurde ein Jahr später mit diesem Verein Meister. Im Finale des Singapore Cup war Mohamed jedoch wegen einer Roten Karte gesperrt.
Im Herbst 2008 kehrte er aus Vietnam zurück zum FC Chonburi. Unter seinem Trainer Zico war er Stammspieler. Zusammen mit der Mannschaft spielte er 2009 auch im AFC Cup. Seit Juli 2009 besitzt er neben der Staatsbürgerschaft der Elfenbeinküste auch die thailändische. 
Zum Ende der Saison 2009 wurde Kone an Yangon United, Myanmar ausgeliehen. Dort traf er auf Robert Procureur, welcher in einer Doppelfunktion bei Yangon United und Muang Thong United tätig ist. Dieser konnte Mohamed davon überzeugen, für die Saison 2010 bei Muang Thong United zu unterschreiben.

## Erfolge
Nakhon Sawan FC
- Thailand Provincial League: 2001

Krung Thai Bank FC
- Thailändischer Meister: 2003/04

Chonburi FC
- Thailändischer Meister: 2007
- Thailändischer Vizemeister: 2008, 2009
- Kor-Royal-Cup-Sieger: 2009
- Singapore Cup: 2006 (Finalist)

Muangthong United
- Thailändischer Meister: 2010, 2012
- Kor-Royal-Cup-Sieger: 2010
- Thailändischer Pokalfinalist: 2010

## Erläuterungen/Einzelnachweise
1. ↑  trfc.com.sg: Vorbericht des Finals (Seite nicht mehr abrufbar, festgestellt im April 2019. Suche in Webarchiven)  Info: Der Link wurde automatisch als defekt markiert. Bitte prüfe den Link gemäß Anleitung und entferne dann diesen Hinweis.
2. ↑  mtutd.tv: Aktueller Kader